# Radosav Petrović
Radosav Petrović (en serbio: Радосав Петровић; Ub, República Federativa Socialista de Yugoslavia, 8 de marzo de 1989) es un futbolista serbio que juega como centrocampista en el APOEL de Nicosia de la Primera División de Chipre.

## Trayectoria
Se formó en los clubes de su país como FK Jedinstvo Ub y FK Radnički Obrenovac, hasta llegar en 2008 al Partizán de Belgrado en el que jugaría durante tres temporadas.
Más tarde militó durante una temporada en el Blackburn Rovers F. C. inglés y otra en el Dinamo de Kiev, con un período intermedio de tres temporadas en las filas del Gençlerbirliği S. K. turco, hasta que en 2016 llegó al Sporting de Lisboa.
En Portugal disputaría otras tres temporadas con el club lisboeta, incluyendo una cesión durante media temporada al Rio Ave Futebol Clube en 2017.
En agosto de 2019 llegó al fútbol español tras romper su contrato con el Sporting de Lisboa, con el que estaba vinculado una temporada más y con el que había perdido el protagonismo de otras temporadas.[cita requerida] Entonces firmó por tres temporadas con la U. D. Almería, entonces equipo de la Segunda División.
Dos años más tarde de su llegada a Almería, llegó a un acuerdo de rescisión de contrato el 10 de agosto de 2021 y firmó dos años con el Real Zaragoza que militaba en la misma categoría. Dejó el club aragonés el 31 de enero de 2023 y el mes siguiente fichó por el F. C. Ordabasy. Allí estuvo hasta julio, momento en el que se unió al APOEL de Nicosia.

## Selección nacional
Debutó el 12 de agosto de 2009 con la selección de fútbol de Serbia en un amistoso contra la selección de fútbol de Sudáfrica. La selección de Serbia ganó con un resultado favorable de 3 a 1. Ha sido en 44 ocasiones internacional absoluto con Serbia y disputó el Mundial de Sudáfrica.

### Participaciones en Copas del Mundo
| Mundial                        | Sede      | Resultado    |
| ------------------------------ | --------- | ------------ |
| Copa Mundial de Fútbol de 2010 | Sudáfrica | Primera fase |

## Clubes
| Club                     | País       | Año       |
| ------------------------ | ---------- | --------- |
| F. K. Jedinstvo Ub       | Serbia     | 2006-2007 |
| F. K. Radnički Obrenovac | Serbia     | 2007-2008 |
| Partizán de Belgrado     | Serbia     | 2008-2011 |
| Blackburn Rovers F. C.   | Inglaterra | 2011-2012 |
| Gençlerbirliği S. K.     | Turquía    | 2012-2015 |
| Dinamo de Kiev           | Ucrania    | 2015-2016 |
| Sporting de Lisboa       | Portugal   | 2016-2019 |
| Rio Ave (cedido)         | Portugal   | 2017      |
| U. D. Almería            | España     | 2019-2021 |
| Real Zaragoza            | España     | 2021-2023 |
| F. C. Ordabasy           | Kazajistán | 2023      |
| APOEL de Nicosia         | Chipre     | 2023-     |

## Palmarés

### Títulos nacionales
| Título                      | Club                 | País     | Año  |
| --------------------------- | -------------------- | -------- | ---- |
| Superliga de Serbia         | Partizán de Belgrado | Serbia   | 2009 |
| Copa de Serbia              | Partizán de Belgrado | Serbia   | 2009 |
| Superliga de Serbia         | Partizán de Belgrado | Serbia   | 2010 |
| Superliga de Serbia         | Partizán de Belgrado | Serbia   | 2011 |
| Copa de Serbia              | Partizán de Belgrado | Serbia   | 2011 |
| Liga Premier de Ucrania     | Dinamo de Kiev       | Ucrania  | 2016 |
| Copa de la Liga de Portugal | Sporting de Lisboa   | Portugal | 2018 |
| Copa de la Liga de Portugal | Sporting de Lisboa   | Portugal | 2019 |
| Copa de Portugal            | Sporting de Lisboa   | Portugal | 2019 |
| Primera División de Chipre  | APOEL de Nicosia     | Chipre   | 2024 |
| Supercopa de Chipre         | APOEL de Nicosia     | Chipre   | 2024 |